# Konttainen
Konttainen är en kulle i Finland.   Den ligger i den ekonomiska regionen  Koillismaa ekonomiska region  och landskapet Norra Österbotten, i den nordöstra delen av landet, 700 km norr om huvudstaden Helsingfors. Toppen på Konttainen är 360 meter över havet. Konttainen ingår i Haapovaarat.
Terrängen runt Konttainen är huvudsakligen platt. Runt Konttainen är det mycket glesbefolkat, med 2 invånare per kvadratkilometer.